# Miss América (concurso de beleza)
O Miss América é um tradicional concurso realizado desde 1921 nos EUA que conta com a participação de 51 candidatas (os 50 estados, mais o Distrito de Columbia). As vencedoras desde os anos 1940 recebem bolsas de estudos, além de cumprirem cerca de um ano de atividades como Miss América promovendo seu projeto social e atendendo a outras atividades. Desde 2006 o concurso tem um concurso-irmão para adolescentes, o Miss Americas's Teen.  
Atualmente (2025) o concurso diz que sua missão é "empoderar mulheres para liderar em todas as áreas da vida, desde filantropia, negócios, artes, política, educação e muito mais". 
A atual detentora do título, nomeada Miss América 2025, é Abbie Stockard, do Alabama. A Miss América Teen 2025 é Peyton Bolling, do Arkansas.  

## Vencedoras recentes
Nota: os concursos não foram realizados em 2021 devido à pandemia de Covid-19

### Miss América
| Título            | Candidata       | Estado    |
| ----------------- | --------------- | --------- |
| Miss América 2025 | Abbie Stockard  | Alabama   |
| Miss América 2024 | Madison Marsh   | Colorado  |
| Miss América 2023 | Grace Stanke    | Wisconsin |
| Miss América 2022 | Emma Broyles    | Alasca    |
| Miss América 2020 | Camille Schrier | Virgínia  |

#### Galeria de vencedoras recentes do Miss América

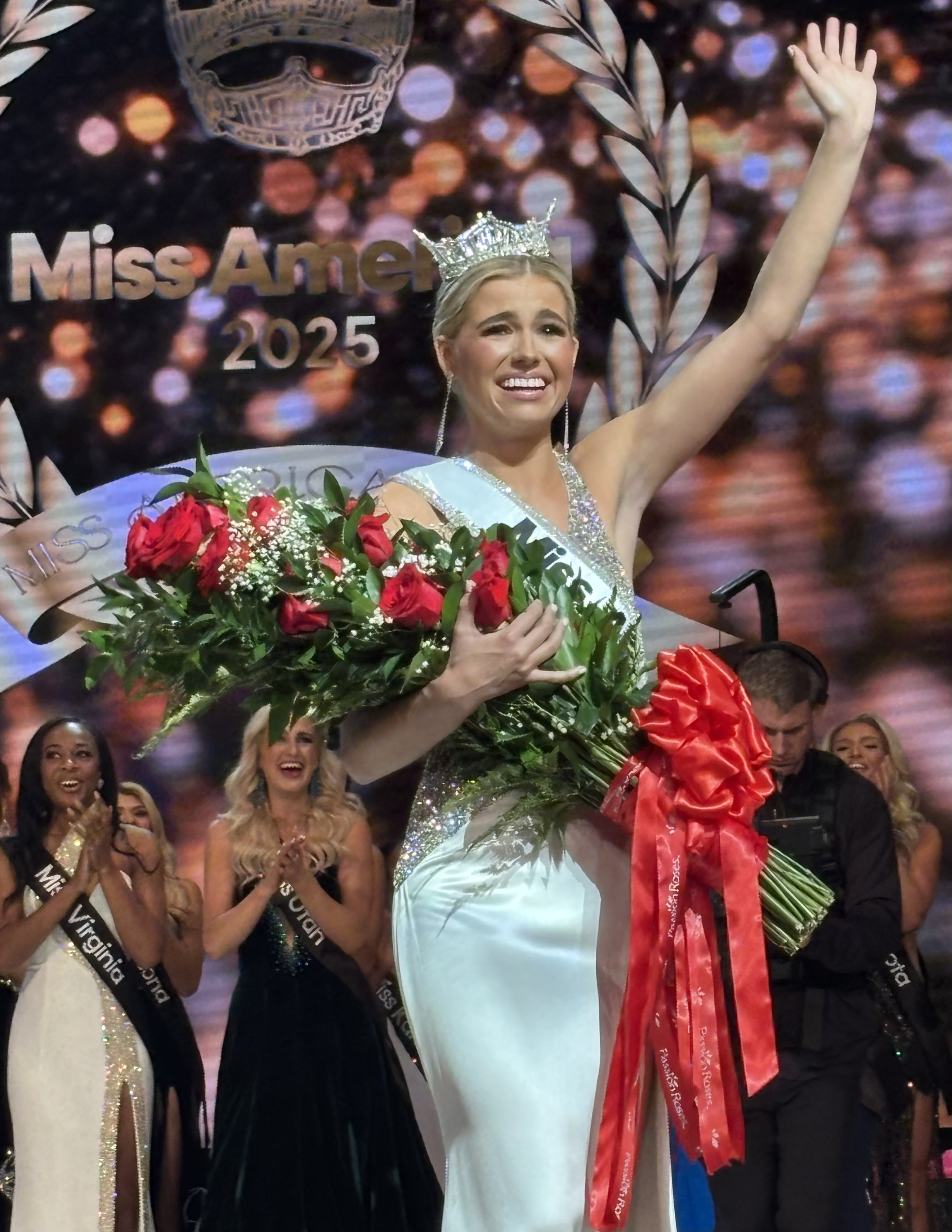
Abbie, Miss América 2025
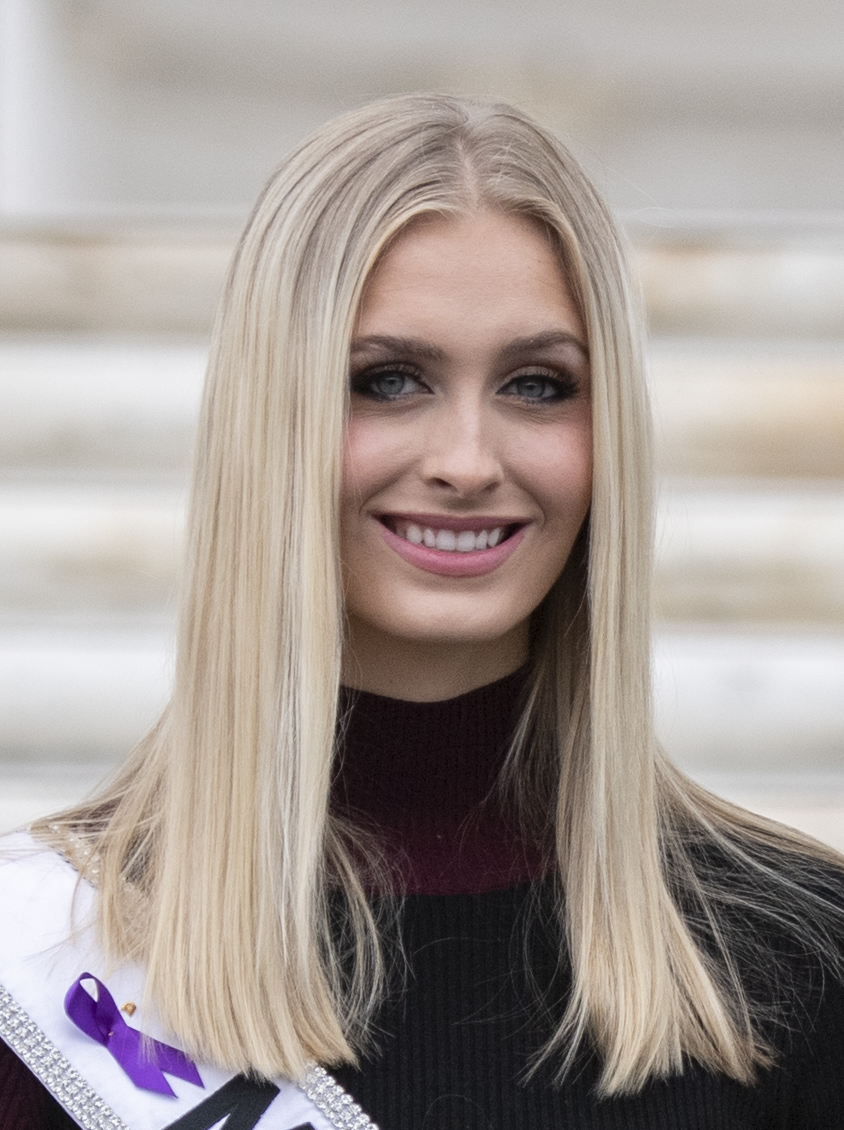
Madison Marsh, Miss América 2024
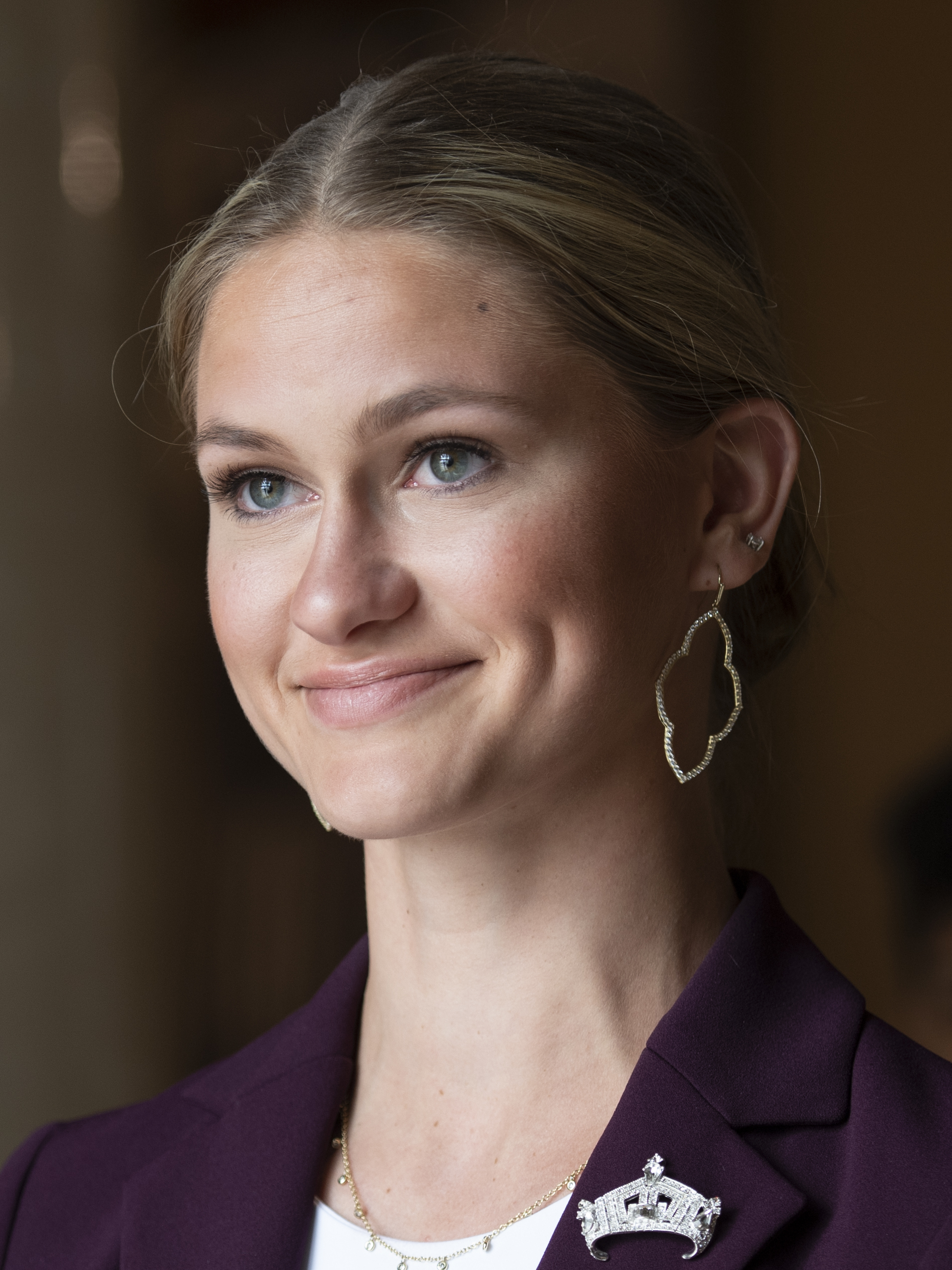
Grace Stanke, Miss América 2023
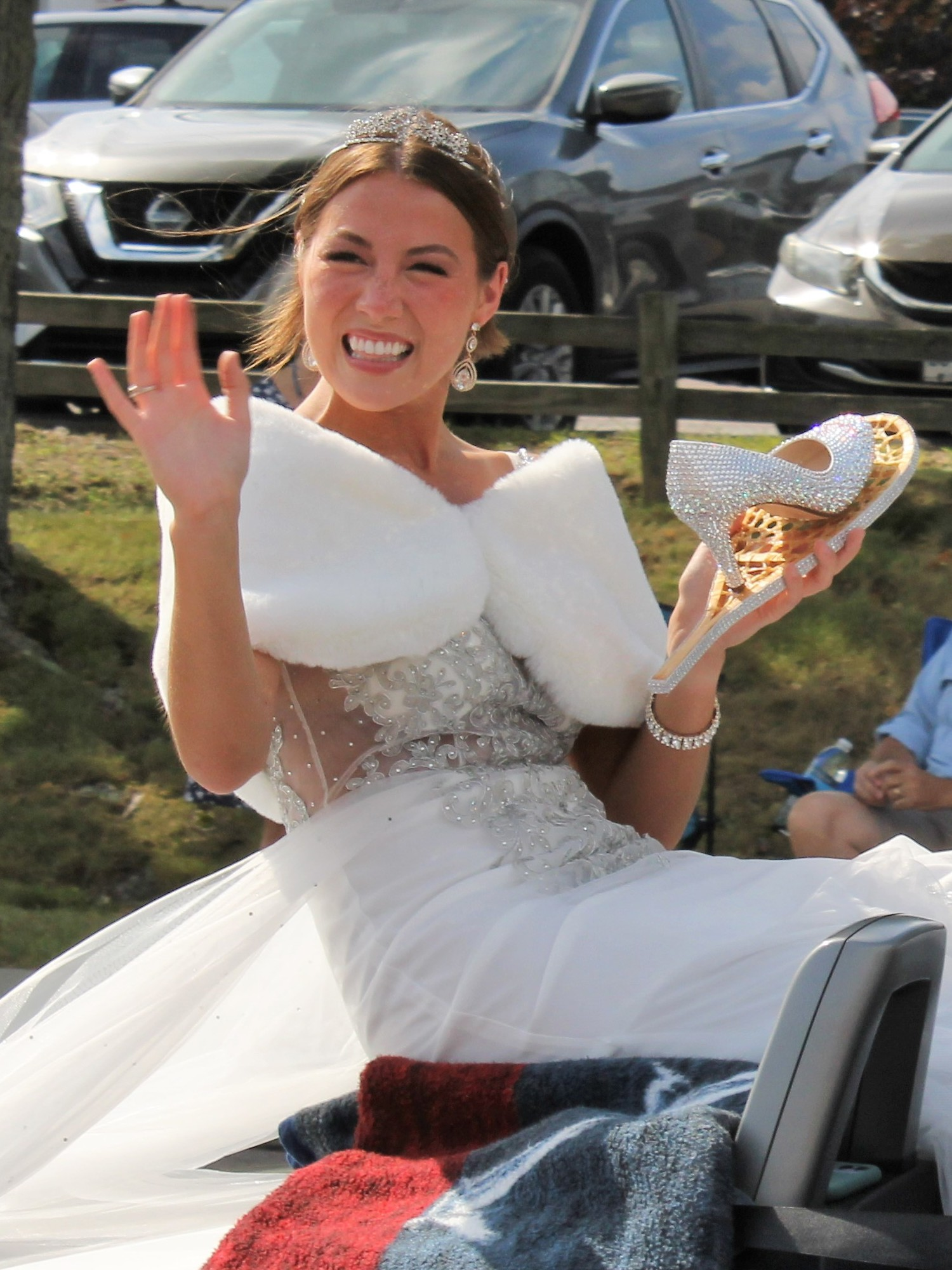
Emma Broyles, Miss América 2022
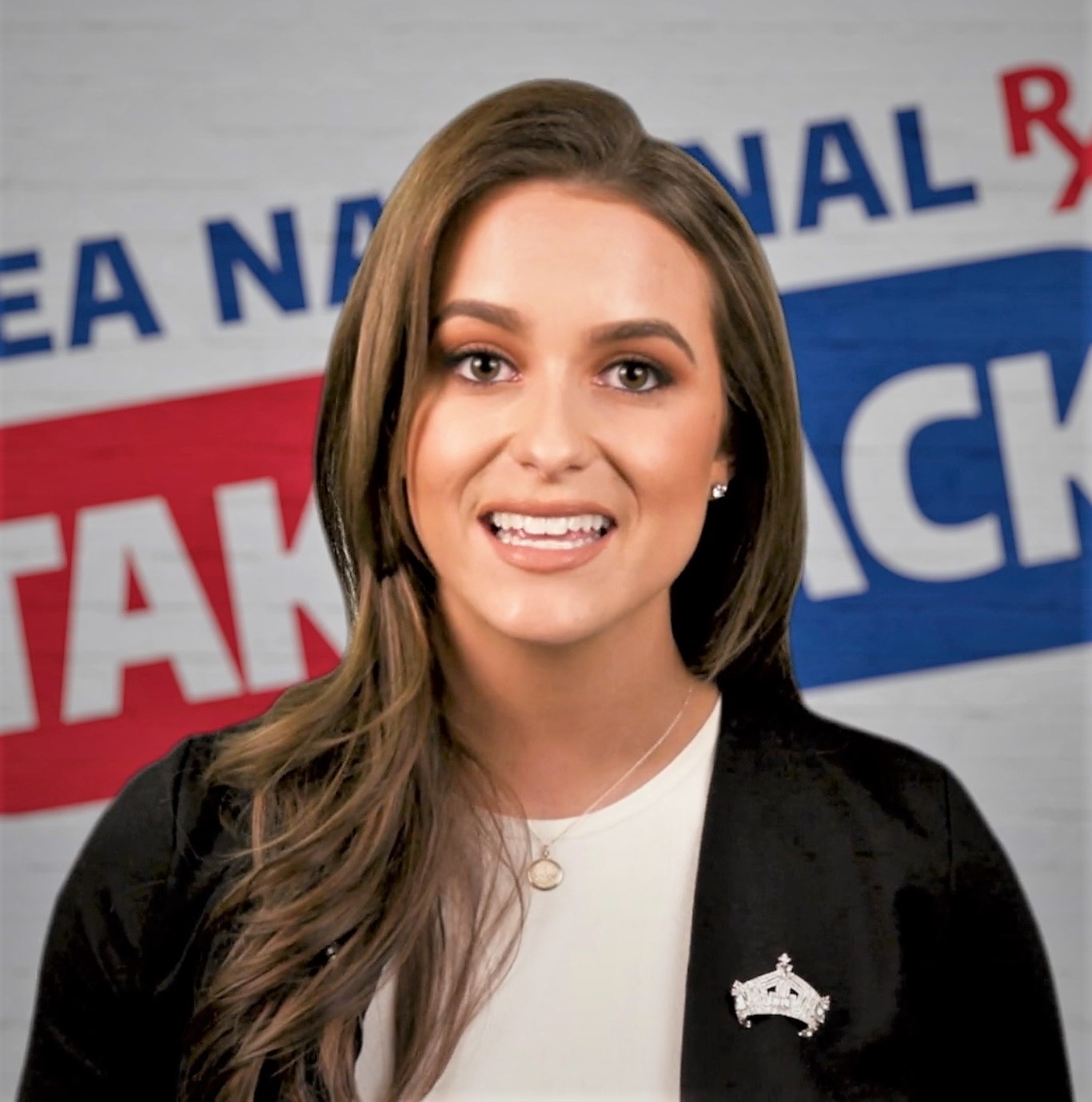
Camille Schrier, Miss América 2019

### Miss America Adolescente
| Título                   | Candidata        | Estado            |
| ------------------------ | ---------------- | ----------------- |
| Miss America's Teen 2025 | Peyton Bolling   | Arkansas          |
| Miss America's Teen 2024 | Hanley House     | Carolina do Norte |
| Miss America's Teen 2023 | Morgan Greco     | Washington        |
| Miss America's Teen 2022 | Marcelle LeBlanc | Alabama           |
| Miss America's Teen 2020 | Payton May       | Washington        |

## História

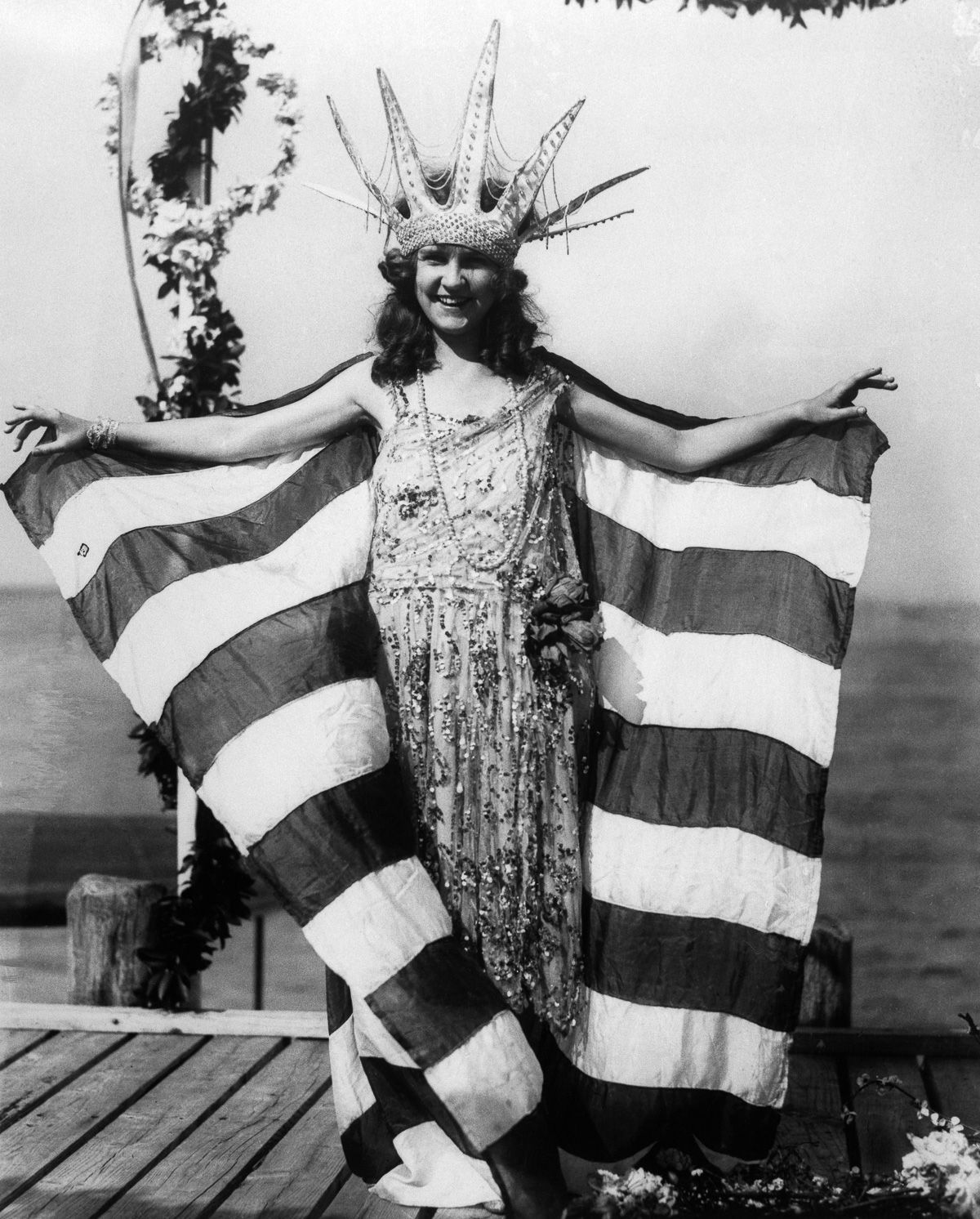
Margaret Gorman foi a primeira vencedora do concurso Miss America, em 1921.

O concurso Miss América foi realizado pela primeira vez em 8 de setembro de 1921, como um evento de dois dias em Atlantic City, Nova Jersey. O evento daquele ano foi chamado de Atlantic City Pageant. A prova de talentos, a principal do programa do concurso, foi criada em 1935. Nessa época, mulheres "não-brancas" foram barradas da competição, restrição somente derrubada em 1970.
Em 1951, Yolande Betbeze causou controvérsia com os organizadores ao se recusar a posar de maiô para a propaganda do concurso. A questão da recusa foi devidoa respeitada cantora de ópera. Nessa ocasião, a Catalina Swimwear retirou seu patrocínio e criou os concursos concorrentes Miss USA e Miss Universo,realizados a partir do ano seguinte e teriam uma visibilidade global maior.
O concurso de 1955 foi o primeiro a ser transmitido. Durante a década de 60, chegou a ser o programa mais assistido da televisão americana e passou a ser considerado um símbolo nacional. Em 1964, o Miss America teve de ser adiado em função da Convenção do Partido Democrata que escolheria o candidato às eleições presidenciais daquele ano. No entanto, os protestos feministas de 1968 do Women's Liberation derrubaram os índices de audiência até então altos do Miss America, nas avaliações da Nielsen Ratings.
Após a revolta, as regras do Miss America foram flexibilizadas para possibilitar a participação de candidatas de outras raças no concurso, o que começou a acontecer em 1970. As mudanças de então possibilitaram vitórias como a de Rebecca Ann King, estudante de direito conhecida por defender o direito ao aborto nos Estados Unidos, em 1974. Na tentativa de dar uma imagem "mais jovem", os organizadores do concurso demitiram o ator Bert Parks da função de apresentador em 1979. Em 1984, a atriz e cantora Vanessa Williams se tormou a primeira negra a ser coroada Miss América.
Nos anos 90, o Miss América sofreu nova reformulação e chegou ao formato atual. Desde os anos 60, a popularidade do concurso vinha caindo consideravelmente, chegando ao ponto da ABC cancelar a transmissão do concurso em 2005. No ano posterior, os direitos foram vendidos para a CMT, um dos braços da Viacom, dona da MTV americana. Até 2010, a transmissão do evento esteve sob a responsabilidade da TLC, pertencente à Discovery Networks.
Em 24 de maio de 2010, a ABC assinou novo acordo com a Miss America Organization. Com o contrato, o concurso voltou à televisão aberta americana depois de seis anos. A primeira transmissão do certame com a retomada da antiga parceria aconteceu em 15 de janeiro de 2011.
Em 2018, o concurso adotou um novo formato, abolindo a prova de traje de banho, e passou a referir-se como "Miss America 2.0", num esforço para "entrar numa nova era". Também foi decidido que a Miss América, além de uma bolsa de estudos, receberia um salário anual de seis dígitos.  
O concurso não foi realizado nos anos de 1928, 1929, 1930, 1931, 1933  e 1934, afetado pela Grande Depressão, e em 2021 devido à pandemia de covid-19. Já foi televisionado pela ABC, CBS, CMT, NBC e TLC. De 2011 a 2018, o concurso foi transmitido pela ABC, mas em final de maio de 2019 a Organização anunciou que o Miss América 2020 voltaria para para a NBC em dezembro de 2019 - o concurso, geralmente, acontecia em setembro, sendo a miss coroada para o ano posterior. Desde a edição de 2021, no entanto, ele passa apenas via streaming.  
Em 2024 o concurso passou a aceitar candidatas de 18 a 28 e não mais somente até 27 anos. 

### Curiosidades e fatos históricos[9]
- Em 1922 e 1923, a Mary Katherine Campbell venceu consecutivamente. Em 1924, ao ver que a pontuação de Mary poderia fazê-la vencer de nov (ela acabou como vice), a organização incluiu a regra de que uma candidata só poderia vencer uma única vez;
- Em 1923, um grupo de mulheres protesta contra a competição, alegando "falta de decoro";
- Em 1925 o concurso recebeu sua primeira cobertura ao vivo na rádio;
- Em 1927 o concurso Miss America 1928  foi interrompido quando Atlantic City ficou "com medo" de realizar o concurso devido as protestos de grupos de mulheres e grupos religiosos. O concurso, também devido à Grande Depressão, só voltaria a ser realizado em 1933, no Boardwalk Convention Hall de Atlantic City;

- Marian Bergeron, eleita em 1933, é a vencedora mais jovem da história. Tinha 15 anos e meio quando venceu;
- Em 1935 o concurso passou a ter uma Prova de Talento como forma de "reavivar a imagem do concurso". Esta prova valia 25% do total da pontuação, junto com a Entrevista, Traje de Gala e Traje de Banho. Neste ano também voltou o desfile ao ar livre "Boardwalk Parade", cancelado anos antes devido à falta de recursos;
- Em 1938 a Prova de Talento se tornou obrigatória e as regras de "ser solteira, nunca ter sido casada, não ser divorciada e nunca ter tido um casamento anulado", foram adicionadas;
- Em 1940 Atlantic City se tornou a sede permanente do concurso por vários anos;
- Em 1941 as regras foram alteradas para que nenhuma mulher pudesse competir pelo título de Miss América mais de uma vez;
- Em 1945 um dos prêmios passa a ser uma bolsa de estudos.
- Bess Myerson, coroada em 08 de setembro em 1945, justo após o fim da Segunda Guerra Mundial, foi a primeira Miss América descendentes de judeus a vencer o concurso. E foi também a primeira a levar o prêmio principal: uma bolsa de estudos de cinco mil dólares;
- Em 1946, os fundos para a bolsa de estudos aumentaram para US $ 25.000 e foram repartidos entre a vencedora e as demais 14 finalistas;
- Em 1947, as concorrentes passaram oficialmente a ser avaliadas por seu "intelecto e personalidade" e puderam usar um Traje de Banho de duas peças pela primeira vez;
- Em 1948, Bebe Shopp se tornou a primeira Miss América desde 1935 a ser coroada em um vestido de noite. Ela também se tornou a primeira Miss America a viajar pela Europa;

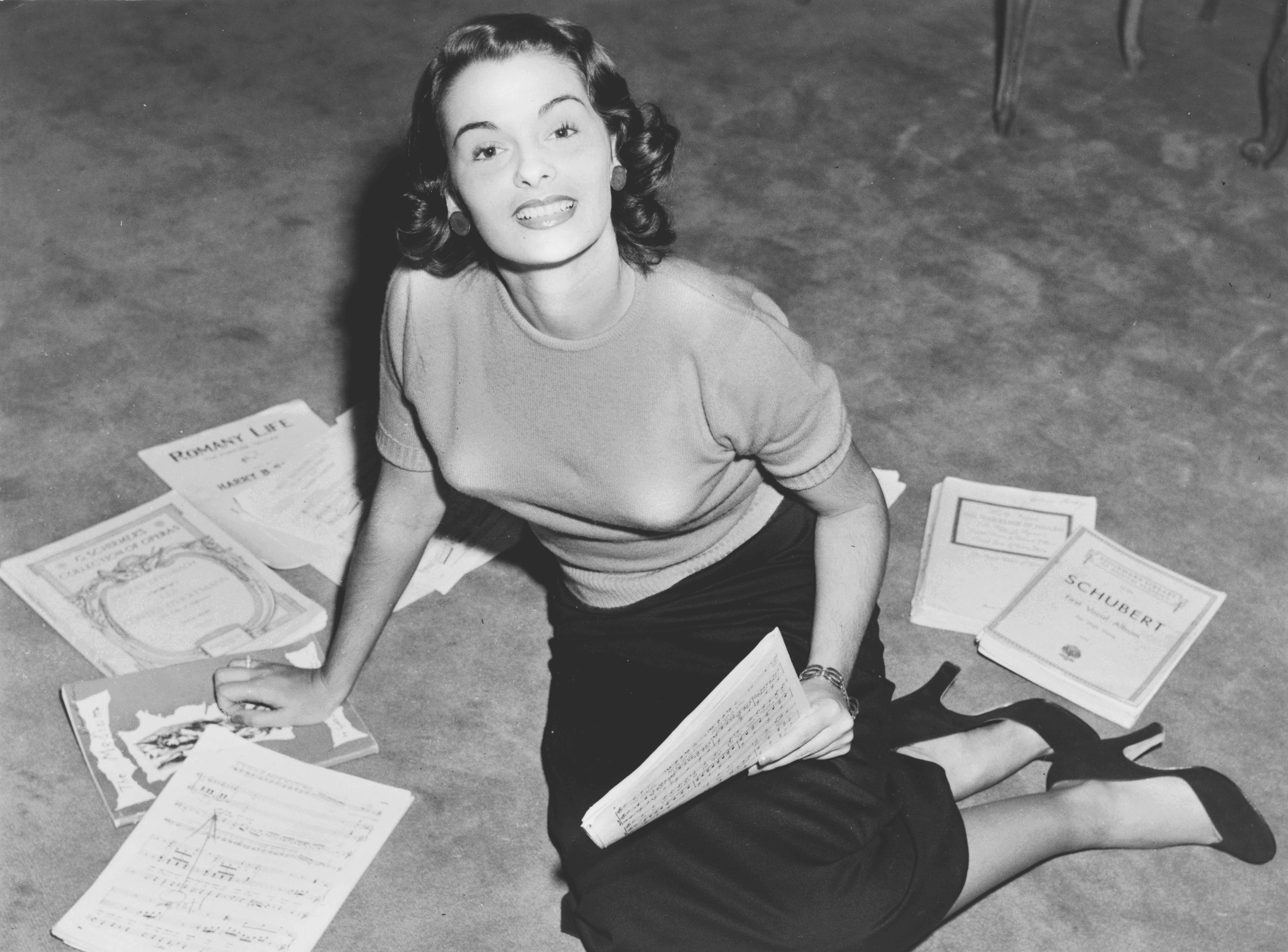
Yolande Betbeze

- Em 1951, a recusa de Yolande Betbeze em posar de maiô para a propaganda do patrocinador oficial, Catalina Swimwear, levou a marca a criar o Miss Universo e o Miss USA. Neste ano também foi incluída a regra de que a vencedora não poderia se casar antes de coroar sua sucessora;
- Em 1954 o concurso é transmitido na TV pela primeira vez, pela ABC;
- Em 1957, Bolsas de Estudos adicionais foram dadas a quem "apresentasse um talento excepcional";
- Em 1958 a audiência chega a 60 milhões de telespectadores;
- Em 1960, 85 milhões de telespectadores assistiram o concurso;
- Em 1968, feministas protestam contra o concurso em frente ao Boardwalk Hall;
- Em 1970, o concurso permitiu pela primeira vez a participação de candidatas negras e/ou afrodescendentes;
- Em 1971, Cheryl Browne se tornou a primeira candidata negra da competição, representando Iowa;

- Em 1976, Deborah Lipford, Miss Delaware, é a primeira afrodescendente a se classificar entre as semifinalistas;
- A Miss América 1984, Vanessa Williams, foi a primeira afrodescendente a vencer o concurso. No entanto, renunciou 10 meses depois quando fotos nuas foram publicadas na revista Penthouse;
- Em 1984, Sharlene Wells se tornou a primeira Miss América (1985) a não ter nascido nos EUA. Ela tinha nascido no Paraguai;
- Em 1985 foi a última vez que medidas de busto, cintura e quadris aparecerem na ficha das candidatas;
- Em 1989, o termo "reinado" foi substituído por "Ano de Serviço";
- Em 1990, Debbye Turner se tornou a primeira Miss America com uma plataforma "oficial". Debbye concentrou seu ano no projeto "Motivando a Juventude para a Excelência";
- Em 1995, Heather Whitestone foi a primeira surda a vencer o concurso. Ela tinha perdido boa parte da audição antes dos 2 anos de idade;
- Em 1997, o Programa de Bolsas de Estudo, oferecidos desde as cidades, passando pelos estados àte a final nacional, chegou a um total de US $ 32 milhões;

- Em 2003, o Programa de Bolsas de Estudo, oferecidos desde as cidades, passando pelos estados àte a final nacional, chegou a um total de US $ 45 milhões;Mallory Hagan

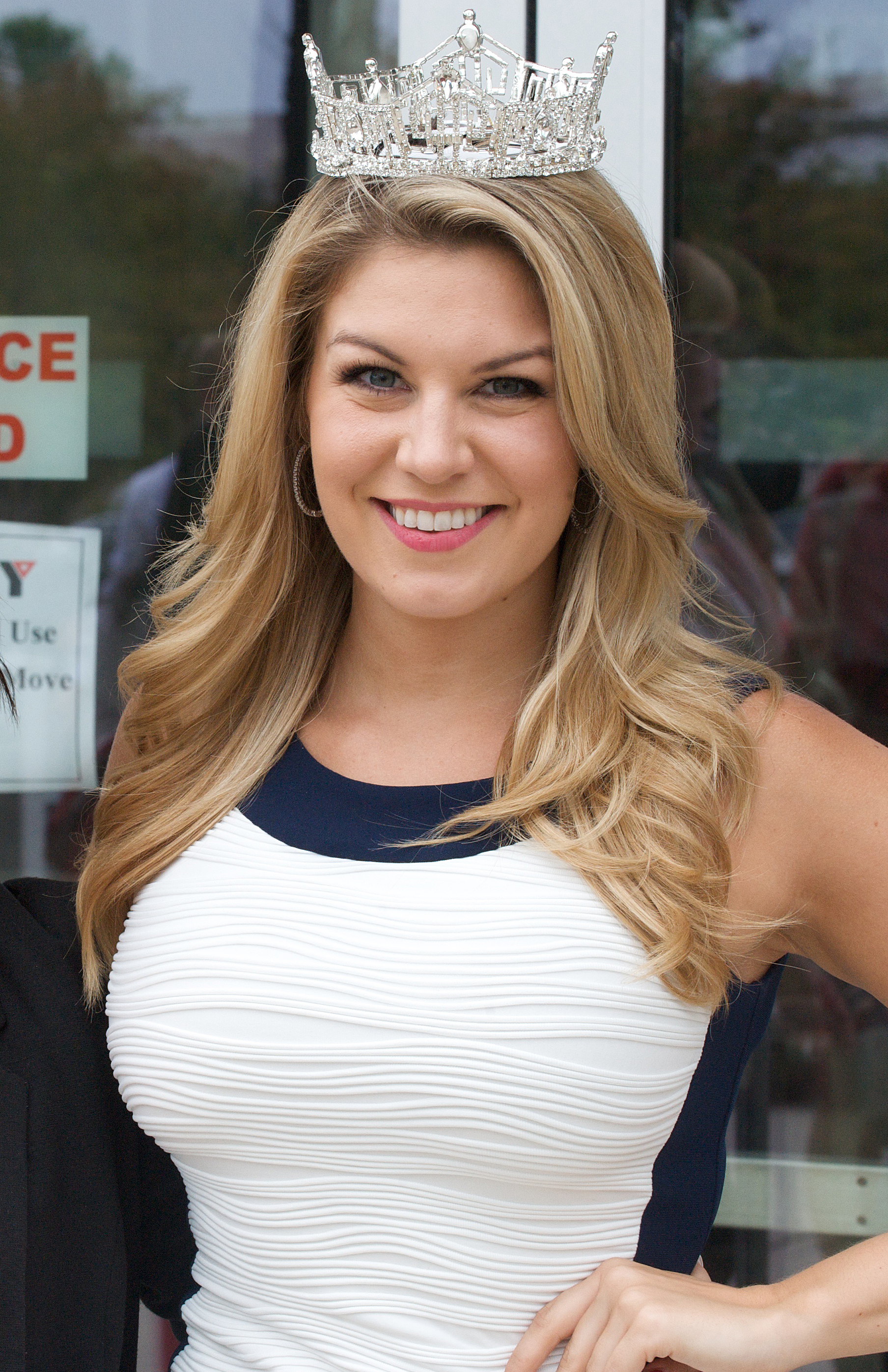
Mallory Hagan

- Em dezembro de 2017, o concurso se viu envolvido num grande escândalo, quando o Huffington Post divulgou e-mails onde os diretores falavam pejorativamente sobre algumas vencedoras, principalmente sobre Mallory Hagan. O escândalo provocou a renúncia do alto-escalão da Organização, sendo Gretchen Carlson, uma ex-Miss América, depois escolhida como Presidente do Conselho de Administração; [10] [11] [12]
- Em 2018 aconteceu a primeira edição do concurso sem uma Prova de Biquíni. O concurso então falava numa "nova era"; [13] [14]
- Em 2019, Gretchen renunciou à presidência após ser criticada por diretores estaduais por algumas decisões tomadas, como abolir a Prova de Biquíni, e o concurso passar por dificuldades para conseguir uma sede. O Governo de Atlantic City, que até então havia sido a sede por vários anos, decidiu não investir mais dinheiro no evento; [15]
- Em maio de 2020, a organização anunciou que o concurso daquele ano estava cancelado devido à pandemia de Covid-19. [16]

## Sedes
O concurso foi realizado em Atlantic City durante vários anos, sempre no mês de setembro, até 2004 (exceto em 2000, quando o evento ocorreu em 14 de outubro). Depois, passou a ser em Las Vegas no ano correspondente ao do concurso (antes acontecia sempre no ano anterior) de 2006 a 2012. Atlantic City voltou a ser a sede em 2013, sendo o Miss América 2014 realizado em setembro de 2013, até 2018, quando realizou o Miss América  2019.  
O Miss América 2020 aconteceu no Mohegan Sun, Uncasville, Connecticut, em dezembro de 2019, após o Governo de Atlantic City ter decidido não investir mais dinheiro no concurso. As edições de 2022 e 2023 também ocorreram no mesmo local. 
As edições de 2024 e 2025 aconteceram em Orlando, na Flórida. 

## Sistema de avaliação

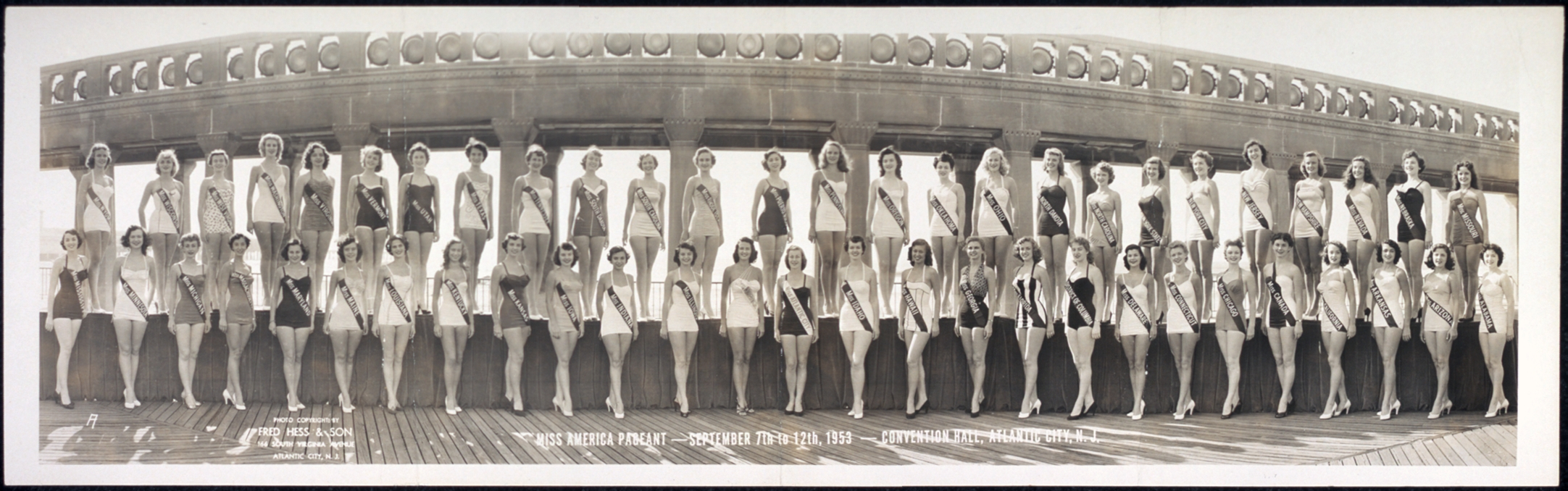
Candidatas em trajes de banho no concurso Miss America 1953

Os critérios de classificação e avaliação das candidatas ao título de Miss América mudaram com o passar do tempo. Uma seção de Moda Casual, por exemplo, havia sido adicionada ao concurso em 2003, no entanto, foi cancelada em 2006.
Em 2018 a tradicional Prova de Traje de Banho, nos últimos anos chamada Lifestyle & Fitness, foi abolida. A organização divulgou que "as 51 mulheres não serão mais julgadas por sua aparência física". "A nova missão da Miss America é 'Preparar mulheres excelentes para o mundo e preparar o mundo para mulheres excelentes'." 
Em 2019, a prova de Trajes de Gala, onde a candidata deveria expressar sua autoconfiança usando um traje de noite, enquanto discutia como promovia suas iniciativas de impacto social, também foi abolida.
Atualmente (2025) os critérios gerais analisados são entrevista pessoal, aptidão, talento, traje de noite e pergunta no palco. 

## Premiação
Em 1945 um dos prêmios entregues foi uma bolsa de estudos e em 1946 este valor aumentou para US$ 25.000,00, dividido entre a vencedora e as demais 14 finalistas. Em 2025 as vencedoras do Miss América e do Miss América Teen receberam uma bolsa de US$ 50 mil cada, as que ficaram do 2º ao 5º lugar receberam 10 mil cada, as vencedoras das provas preliminares de vestido de noite, talento e fitness receberam 3 mil cada (3 em cada prova foram premiadas) e o prêmio especial com o parceiro Go Red For Women concedeu 2 bolsas de 3.300,00 e outra de de US $ 10.000. 
A Miss América, segundo alguns veículos de imprensa, recebe também um salário anual de três dígitos (estima-se US$ 100.000,00) por seu ano de trabalho. 
Segundo o site oficial em 2025, anualmente são concedidos "mais de cinco (5) milhões de dólares em bolsas de estudo". 

## Vencedoras destacadas
| Nome                  | Ano de serviço | Carreira |
| --------------------- | -------------- | --- |
| Lee Meriwether        | 1955           | Tornou-se atriz, participando dos filmes Batman and Barnaby Jones |
| Mary Ann Mobley       | 1959           | Tornou-se apresentadora e atriz de TV, vista em Diff'rent Strokes |
| Phyllis George        | 1971           | Apresentadora de esportes na CBS nos anos 1970-1980; foi 1ª dama de Kentuchy de1979-1983 |
| Terry Meeuwsen        | 1973           | Co-apresentadora do programa The 700 Club |
| Vanessa Lynn Williams | 1984           | Tornou-se atriz, cantora e produtora e sua fortuna é avaliada em 25 milhões de dólares |
| Gretchen Carlson      | 1989           | Apresentadora dos programa do The Early Show (2002 – 2005) na CBS News; Fox & Friends (2005 – 2013) e The Real Story with Gretchen Carlson (2013 – 2016) na Fox News; sua fortuna é estimada em 18 milhões de dólares. |
| Debbye Turne          | 1990           | Reporter e âncora do The Early Show da CBS |
| Leanza Cornett        | 1993           | Apresentou programas como Entertainment Tonight (1994–1995), New Attitudes (1998) e Who Wants to Marry a Multi-Millionaire? (2000)                                                                                     |

## Apresentadores
- Bob Russell: 1940-46, 1948-50 e 1954
- Bert Parks: 1955-79
- ~ e Bess Myerson: 1964-67
- ~ e Phyllis George: 1975-78
- ~ e Mary Ann Mobley: 1979
- Ron Ely e Dorothy Benham: 1980-81
- Gary Collins: 1982-91
- ~ e Mary Ann Mobley: 1985-88
- ~ e Phyllis George: 1989-91
- Regis Philbin: 1992-96
- ~ e Kathie Lee Gifford: 1992-95
- Eva LaRue e John Callahan: 1997
- Boomer Esiason e Meredith Vieira: 1998
- Donny e Marie Osmond: 1999-2000
- Tony Danza: 2001
- Wayne Brady: 2002
- Tom Bergeron: 2003-04
- Chris Harrison: 2005, 2011
- James Denton: 2006
- Mark Steines: 2008
- Mario Lopez: 2007, 2009-10
- Brooke Burke Charvet: 2011–2012
- Chris Harrison: 2011–present
- Lara Spencer: 2013–2018

## Emissoras
- ABC: 1954-1956, 1997-2005, 2011-2013
- CBS: 1957-1965
- NBC: 1966-1996
- CMT: 2006-2007
- TLC: 2008-2010
- ABC: 2011 - 2018
- NBC: 2019

## Na cultura popular
- Rua Sésamo (Sesame Street) parodiou o concurso Miss América como a "carta do dia", espetáculo apresentado por Guy Smiley. As cinco finalistas foram as vogais e a vencedora do concurso foi a letra E;
- Em janeiro de 2002 foi lançado o documentário Miss América, com a participação das ex-Miss América Bess Myerson, Lee Meriwether e Mary Ann Mobley